# Vanadio-Oxy-Dravit
Das Mineral Vanadio-Oxy-Dravit ist ein sehr seltenes Ringsilikat aus der Turmalingruppe mit der idealisierten chemischen Zusammensetzung NaV3+3(Al3+4Mg2)(Si6O18)(BO3)3(OH)3O.
Anhand äußerer Kennzeichen ist Vanadio-Oxy-Dravit nicht von anderen Chrom- oder Vanadium-haltigen Turmalinen zu unterscheiden. Er kristallisiert mit trigonaler Symmetrie und bildet grüne, prismatische Kristalle von unter einem Millimeter Größe. Im Dünnschliff erscheinen sie olivgrün bis gelbgrün. Wie alle Minerale der Turmalingruppe ist Vanadio-Oxy-Dravit pyroelektrisch und piezoelektrisch.
Die Typlokalität sind metamorphe Quarzite im Pereval Marmor-Steinbruch in der Umgebung von Sljudjanka am Südende des Baikalsees in der Oblast Irkutsk, Russland.

## Etymologie und Geschichte

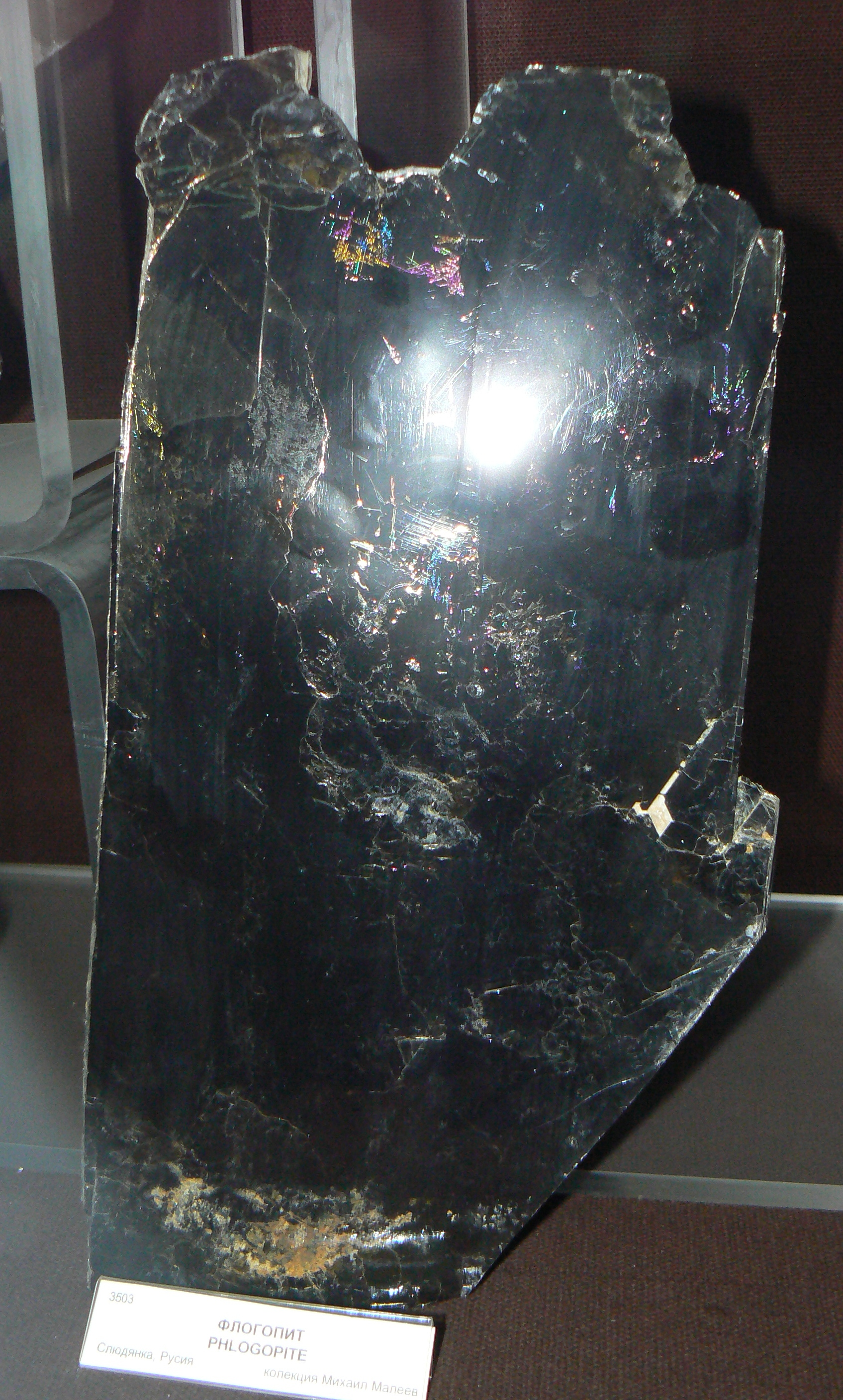
Phlogopit aus der Umgebung von Slyudyanka

Der Abbau von Glimmer (Phlogopit), russisch sljuda, am südlichen Ende des Baikalsees begann bereits im 17. Jahrhundert und gab der Region und der Stadt Sljudjanka ihren Namen. Hinzu kam der Abbau von Lasurit, dessen Typlokalität in der Region liegt, und Marmor. Als besonders mineralreich erwies sich der Pereval-Marmor-Steinbruch mit seinen seltenen Vanadium-Chrom-Mineralien, die seit den 1980er Jahren hier beschrieben werden. Bis heute (2022) ist dieser Steinbruch die Typlokalität von 13 Mineralen, von denen einige bislang nur hier gefunden wurden.
Vanadiumhaltige Dravite kennt man seit  Mitte des 20. Jahrhunderts aus graphitführenden, quarzreichen metamorphen Gesteinen z. B. aus Usbekistan oder Tansania. Im Pereval-Steinbruch wurden 4 Chrom-Vanadium-Turmaline beschrieben. Leonid S. Resnizki, der seit Jahrzehnten in der Region forscht, beschrieb im Jahr 2002 mit Ferdinando Bosi und den Schweden Henrik Skogby und Ulf Hålenius einen Oxy-Dravit, in dem bis zu drei Aluminiumionen durch Vanadium ersetzt wurden. Sie benannten den neuen Turmalin nach seiner Zusammensetzung Vanadio-Oxy-Dravit.

## Klassifikation
In der strukturellen Klassifikation der IMA gehört Vanadio-Oxy-Dravit zusammen mit Bosiit, Oxy-Schörl, Oxy-Dravit, Maruyamait, Povondrait, Chromo-Alumino-Povondrait, Oxy-Chrom-Dravit, Oxy-Vanadium-Dravit, Princivalleit und Vanadio-Oxy-Chrom-Dravit zur Alkali-Untergruppe 3 in der Turmalinobergruppe.
Da Vanadio-Oxy-Dravit erst 2013 beschrieben worden ist, ist er in der veralteten 8. Auflage der Mineralsystematik nach Strunz nicht verzeichnet. Nur das Lapis-Mineralienverzeichnis nach Stefan Weiß, das sich aus Rücksicht auf private Sammler und institutionelle Sammlungen noch nach dieser alten Form der Systematik von Karl Hugo Strunz richtet, führt das Mineral als Vanadio-Oxy-Dravit unter der System- und Mineral-Nr. VIII/E.19-31. In der „Lapis-Systematik“ entspricht dies der Abteilung „Ringsilikate“, wo Oxy-Vanadium-Dravit zusammen mit Adachiit, Bosiit, Chromdravit (heute Chrom-Dravit), Chromo-Aluminopovondrait (heute Chromo-Alumino-Povondrait), Darrellhenryit, Dravit, Elbait, Feruvit, Fluor-Buergerit, Fluor-Dravit, Fluor-Elbait, Fluor-Liddicoatit (ehemals Liddicoatit), Fluor-Schörl, Fluor-Tsilaisit, Fluor-Uvit, Foitit, Lucchesiit, Luinait-(OH) (heute diskreditiert), Magnesiofoitit, Maruyamait, Olenit, Oxy-Chromdravit (heute Oxy-Chrom-Dravit), Oxy-Dravit, Oxy-Foitit, Oxy-Schörl, Oxy-Vanadiumdravit (heute Oxy-Vanadium-Dravit), Povondrait, Rossmanit, Schörl, Tsilaisit, Uvit, Vanadio-Oxy-Chromdravit (heute Vanadio-Oxy-Chrom-Dravit) die „Turmalin-Gruppe“ bildet (Stand 2018).
Auch die seit 2001 gültige und von der International Mineralogical Association (IMA) zuletzt 2009 aktualisierte 9. Auflage der Strunz’schen Mineralsystematik kennt den Vanadio-Oxy-Dravit ebenso wenig, wie die vorwiegend im englischen Sprachraum gebräuchliche Systematik der Minerale nach Dana.

## Chemismus
Vanadio-Oxy-Dravit ist das Vanadium-Analog von Oxy-Dravit und hat die idealisierte Zusammensetzung [X]Na[Y]V3+3[Z](Al3+4Mg2)([T]Si6O18)(BO3)3[V](OH)3[W]O, wobei [X], [Y], [Z], [T], [V] und [W] die Positionen in der Turmalinstruktur sind.
Für den Vanadio-Oxy-Dravit aus der Typlokalität wurde folgende Zusammensetzung bestimmt:
- [X](Na0,70Ca0,23◻0,05K0,02)[Y](V3+1,39Mg1,16Al0,35Fe3+0,04Ti4+0,04Fe2+0,02)[Z](Al3,74Mg1,28V3+0,78Cr3+0,20)[[T]Si6,00O18](BO3)3[V](OH)3[W][O0,70(OH)0,26][3]

Zwischen den Vanadium-, Chrom- und Aluminium-Oxy-Turmalinen besteht vollkommene Mischbarkeit entsprechend der Austauschreaktionen:
- [Y,Z]V3+ = [Y,Z]Al3+ (Oxy-Dravit)
- [Y,Z]Al3+ = [Y,Z]V3+ (Oxy-Vanadium-Dravit)
- [Y,Z]Al3+ = [Y,Z]Cr3+ (Vanadio-Oxy-Chrom-Dravit)
- [Y,Z]V3+ = [Y,Z]Cr3+ (Chromo-Alumino-Povondrait)

Die Eisengehalte aller Vanadium-Chrom-Oxy-Turmaline sind vernachlässigbar gering.

## Kristallstruktur
Vanadio-Oxy-Dravit kristallisiert mit trigonaler Symmetrie in der Raumgruppe R3m (Raumgruppen-Nr. 160) mit 3 Formeleinheiten pro Elementarzelle. Die Gitterparameter des natürlichen Mischkristalls aus der Typlokalität sind: a = 16,0273(3) Å, c = 7,2833(1) Å.
Die Kristallstruktur ist die von Turmalin. Natrium (Na+) besetzt die von 9 Sauerstoffen umgebene X-Position, die oktaedrisch koordinierte [Y]-Position ist überwiegend mit Vanadium (V3+) besetzt und die kleinere, ebenfalls oktaedrisch koordinierte [Z]-Position ist gemischt besetzt mit vier Aluminium (Al3+) und zwei Magnesium (Mg2+). Die tetraedrisch koordinierte [T]-Position enthält Silizium (Si4+). Die [V]-Anionenposition ist vorwiegend mit (OH)− besetzt und die [W]-Anionenposition mit einem Sauerstoffion (O2−).

## Bildung und Fundorte

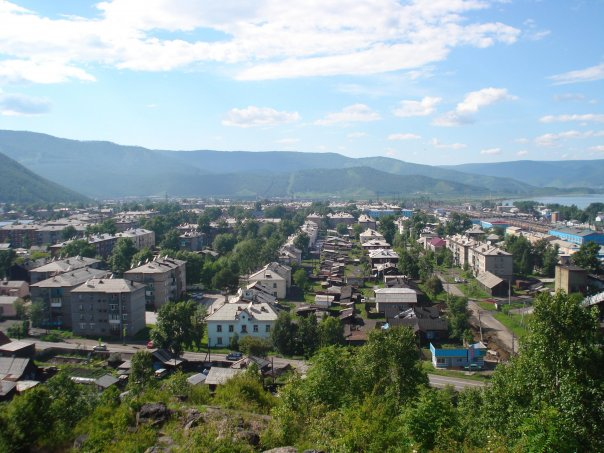
Ansicht von Slyudyanka

Die granulitfaziellen Metasedimente in der Umgebung von Sljudjanka am Südende des Baikalsees in der Oblast Irkutsk, Russland, besonders die graphithaltigen Quarzite des Pereval-Marmor-Steinbruchs, sind die Typlokalität von zahlreichen Vanadium- und Chrom-Mineralen, darunter die Turmaline Chromo-Alumino-Povondrait, Oxy-Chrom-Dravit, Vanadio-Oxy-Chrom-Dravit, Vanadio-Oxy-Dravit und Oxy-Vanadium-Dravit. Begleitminerale von Vanadio-Oxy-Dravit sind Quarz, Cr-V-haltiger Tremolit und Glimmer, Diopsid-Kosmochlor-Natalyit-Mischkristalle, Cr-haltiger Goldmanit, Eskolait–Karelianit-Mischkristalle, Dravit-Oxy-Vanadium-Dravit, V-haltiger Titanit und Rutil, Ilmenit, Oxyvanit-Berdesinskiit-Mischkristalle, Schreyerit, Plagioklas, Skapolith, Zirkon und Pyrit.
Das einzige weitere dokumentierte Vorkommen (Stand 2022) ist die Zarewskoje-Uran-Vanadium-Lagerstätte am Onegasee in der Republik Karelien des Föderationskreises Nordwestrussland, Russland. Hier tritt dunkelgrüner bis schwarzer Vanadio-Oxy-Dravit zusammen mit Roscoelith, chromhaltiger Phengit, Quarz und Dolomit auf.